# 't Gaverhopke Bruintje
 't Gaverhopke Bruintje is een Belgisch bier van hoge gisting.
Het bier wordt gebrouwen in Brouwerij 't Gaverhopke te Waregem (Nieuwenhove). Het is een bruin bier met een alcoholpercentage van 6,8% met nagisting op fles.
Dit bier wordt als basisbier gebruikt voor 't Gaverhopke Kerstbier.